# 1879 Broederstroom
Broederstroom (asteróide 1879) é um asteróide da cintura principal, a 1,9104196 UA. Possui uma excentricidade de 0,1492898 e um período orbital de 1 229,17 dias (3,37 anos).
Broederstroom tem uma velocidade orbital média de 19,87555213 km/s e uma inclinação de 1,72498º.
Esse asteróide foi descoberto em 16 de Outubro de 1935 por Hendrik van Gent.